# Канадська футбольна асоціація
Кана́дська футбо́льна асоціа́ція (фр. Association canadienne de soccer) — керівний орган футболу (футбольна асоціація) в Канаді. Це національна організація, яка контролює чоловічу і жіночу національні збірні з футболу Канади на міжнародних іграх, а також відповідає за юнацький футбол (U-20 і U-17 чоловічі та жіночі команди). Канадська футбольна асоціація керує національним професійним та аматорськими клубними чемпіонатами.

## Історія
Зібрання зі створення Канадської футбольної асоціації відбулося 24 травня 1912 року. Організація приєдналася до ФІФА в 1913 році. У 1928 році Футбольна асоціація вийшла з ФІФА до 1946 року, за прикладом британської асоціації.
Асоціація брала участь у трьох чемпіонатах світу ФІФА U-17 в Канаді в 1987 році, ФІФА U-20 ЧС серед жінок в Канаді 2002 року, та ФІФА U-20 ЧС в Канаді в 2007 році. Асоціація братиме участь у наступних змаганнях ФІФА U-20 ЧС серед жінок в 2014 році і ЧС ФІФА серед жінок в 2015 році.
Асоціація національних команд виграла дев'ять чемпіонатів конфедерації. Національна чоловіча команда виграла КОНКАКАФ в 1985 році та в 2000 році Золотий кубок КОНКАКАФ; національна жіноча команда виграла КОНКАКАФ в 1998 і 2010 роках. Чоловіча молодіжна команда з футболу виграла КОНКАКАФ U-20 в 1986 та 1996 роках, в той час як жіноча молодіжна команда виграла КОНКАКАФ U-20 в 2004 та 2008 роках, у 2010 році жіноча національна команда U-17 виграла КОНКАКАФ U-17.

## Ліги та кубки
На професійному рівні, основним змаганням Канади є Канадський чемпіонат Nutrilite. У 2008 році Impact de Montréal виграли перше змагання обійшовши ФК Торонто та Ванкувер Уайткапс. Фінішувавши першими, Impact de Montréal виграли Voyageurs Cup і отримали право на участь у КОНКАКАФ Лізі Чемпіонів сезону 2008-09.
у 2011 році отримали право на участь у Канадському чемпіонаті Nutrilite: ФК Монреаль, ФК Торонто, Ванкувер Уайткапс та ФК Едмонтон.
Аматорські клубу підпадають під Національні чемпіонати. Аматори нагороджуються Challenge Trophy (чоловіки) і Jubilee Trophy (жінки). Організовуються такою й чемпіонати U-18, U-16 і U-14 серед юнаків.

## Змагання

### Дорослий футбол
1. Збірна Канади з футболу
2. Жіноча збірна Канади з футболу
3. Збірна Канади з пляжного футболу
4. Збірна Канади з футболу інвалідів з церебральним паралічем
5. Збірна Канади з футзалу

### Юнацький футбол
1. Молодіжна збірна Канади з футболу
2. Юнацька збірна Канади (U-20) з футболу
3. Юнацька жіноча збірна Канади (U-20) з футболу
4. Юнацька збірна Канади (U-17) з футболу
5. Юнацька жіноча збірна Канади (U-17) з футболу

### Ліги та організації
1. Major League Soccer (MLS)
2. North American Soccer League (NASL)
3. Канадська футбольна ліга (CSL)
4. United Soccer Leagues (USL)